# The Adventure of the Shooting Party
The Adventure of the Shooting Party  (o The Pickwick Papers - terza parte) è un cortometraggio muto del 1913 diretto da Larry Trimble.

## Produzione
Il film fu prodotto dalla Vitagraph Company of America.

## Distribuzione
Distribuito dalla General Film Company, il film - un cortometraggio di 205 metri- uscì nelle sale cinematografiche statunitensi il 5 settembre 1913. Nelle proiezioni, veniva programmato con il sistema dello split reel, accorpato in un'unica bobina con un altro cortometraggio prodotto dalla Vitagraph, il documentario The Baby Elephant.